# Allium daghestanicum
Allium daghestanicum — вид рослин з родини амарилісових (Amaryllidaceae); ендемік Дагестану.

## Поширення
Ендемік Дагестану.